# Something There
Something There는 월트 디즈니 픽처스의 30번째 장편 영화 미녀와 야수(1991년)를 대상으로 하워드 애시먼이 작사하고 앨런 멩컨이 작곡한 노래이다. 영화의 주연들 다수에 의해 불린 이 노래는 미국의 배우 페이지 오하라(벨 역), 로비 벤슨(야수 역), 그리고 배우 제리 오바크, 앤절라 랜즈베리, 데이비드 오그던 스티어스에 의해 녹음되었다. 야수가 부른 유일한 노래 Something There은 벨과 야수가 마침내 서로를 위한 감정을 이해하기 시작하는 장면에서 들린다.